# مگس‌گیر بهشتی سائوتومه
مگس‌گیر بهشتی سائوتومه (نام علمی: Terpsiphone atrochalybeia) نام یک گونه از سرده مگس‌گیر بهشتی است.